# Тольяттимолоко
«Тольяттимолоко» — советская, а затем российская продовольственная компания по производству молочной продукции. Основана в 1929 году. Ранее носила название «Тольяттинский молочный комбинат». Штаб-квартира расположена в городе Тольятти.
Товарным знаком является белый кот.

## История
В 1929 году расширенным пленумом Исполнительного Комитета Ставропольского Совета народных депутатов было принято постановление о строительстве в Ставропольском районе механизированного маслодельного завода.
В 1952 году для обеспечения потребности горожан в молочной продукции, открыт молочный завод в Комсомольском районе ул. Громовой 56, строение 2
В 1974 году, в целях расширения молочного предприятия, введены в эксплуатацию дополнительные цеха в Автозаводском районе ул. Коммунальная, 26.
В 1993 году государственное предприятие приватизировано в акционерное общество ОАО «Тольяттимолоко». Собственник коллектив и руководство предприятия во главе с генеральным директором, заслуженным работником пищевой промышленности РФ Гореловой Людмилой Ивановной — которая руководила заводом с 1976 г. по 1 сентября 2006 г. Была его крупным акционером. С 1994 г. являлась членом совета директоров ЗАО «Данон Волга» (где 2,5 % доли в пакете акций принадлежало Тольяттимолоку и 9,22 %- ОАО «АВТОВАЗ»).

### Смена собственников
В период смены собственников, молочный цех ОАО «Тольяттимолоко» в Комсомольском районе, по адресу ул. Громовой 56, строение 2 перешел в собственность Сети супермаркетов «Миндаль».
В 2006—2013 годах предприятие входило в холдинг «БиМоло» президента Банка «Солидарность» Алексея Титова (сын К. А. Титова) — объединившего несколько производителей молочной продукции: ОАО «Кинельский молочный завод», ЗАО «Бузаевское», ОАО «Димитровградский молочный завод», ОАО «Тольяттимолоко». Новый владелец вел переговоры о продаже завода французской «Данон» и создания совместного предприятия с голландским производителем сыров Arla Foods.
В 2013—2014 годах экономически лихорадило, рассматривалось возвращение завода в государство, «Корпорация развития Самарской области» принадлежащее Правительству Самарской области, рассматривала возможность его приобретения. Директором государственной корпорации Ольгой Серовой был заявлен проект создания двух животноводческих комплексов на 2,4 тыс. голов дойного стада каждый.
В 2014 году по результату конкурса предприятие перешло в собственность Гасанова Фуады Вадимовича, изменив юридическую форму на ООО. В 2017 и 2019 годах предприятие проходило через процедуру санации.

## Продукция
Производственные мощности компании позволяют ежедневно производить до 150 тонн молочной, до 100 тонн кисломолочной и до 50 тонн творожной продукции и масла. На предприятии трудятся более 100 человек. Ассортимент выпускаемой продукции составляет до 50 наименований, среди которых традиционные молочные продукты — молоко, кефир, сметана, творог, сливки, ряженка, снежок, масло сливочное и шоколадное, но и принципиально новые виды продукции: сывороточные сокосодержащие напитки, молочная сыворотка и кефир «Славянский» с добавлением малосольных огурцов и укропа. Последний создан для любителей окрошки на кефире. А также продукты с лечебно-профилактическими свойствами, бифидок, катык, йогурт «Натуральный» без добавок и четыре вида фруктово-ягодных йогуртов.